# Siparuna multiflora
Siparuna multiflora är en tvåhjärtbladig växtart som beskrevs av S. S. Renner & G. Hausner. Siparuna multiflora ingår i släktet Siparuna och familjen Siparunaceae. Inga underarter finns listade i Catalogue of Life.